# Линвју (Кентаки)
Линвју (енгл. Lynnview) град је у америчкој савезној држави Кентаки.

## Демографија
По попису из 2010. године број становника је 914, што је 51 (-5,3%) становника мање него 2000. године.
| Група             | 2000.       | 2010.       |
| Белци             | 943 (97,7%) | 839 (91,8%) |
| Афроамериканци    | 5 (0,5%)    | 21 (2,3%)   |
| Азијати           | 0 (0,0%)    | 1 (0,1%)    |
| Хиспаноамериканци | 7 (0,7%)    | 40 (4,4%)   |
| Укупно            | 965         | 914         |